# Saghe dei re
Le saghe dei re (norreno Konungasögur) sono saghe norrene che narrano le vite dei re scandinavi medievali. Furono composte tra il XII e il XIV secolo in Islanda e Norvegia.

## Elenco di saghe dei re
Ecco un elenco di saghe dei re di cui si hanno testimonianza, conservatesi o meno, comprese le opere in latino, in ordine approssimativo di composizione (le date potrebbero essere errate di decenni):
- Un'opera latina di Sæmundr fróði, circa 1120, perduta.
- La versione antica dell'Íslendingabók di Ari fróði, circa 1125, perduta.
- Hryggjarstykki di Eiríkr Oddsson, circa 1150, perduta.
- Historia Norvegiæ, circa 1170.
- Historia de Antiquitate Regum Norwagiensium di Theodoricus monachus, circa 1180.
- Skjöldunga saga, circa 1180, mal conservatasi.
- Saga Antica di Sant'Olaf, circa 1190, per la maggior parte perduta.
- Ágrip af Nóregskonungasögum, circa 1190.
- Un'Óláfs saga Tryggvasonar in latino di Oddr Snorrason, circa 1190, sopravvissuta in traduzione.
- Un'Óláfs saga Tryggvasonar in latino di Gunnlaugr Leifsson, circa 1195, perduta.
- Sverris saga di Karl Jónsson, circa 1205.
- Saga Leggendaria di Sant'Olaf, circa 1210.
- Morkinskinna, circa 1220 ma prima della Fagrskinna.
- Fagrskinna, circa 1220.
- Óláfs saga helga di Styrmir Kárason, circa 1220, per la maggior parte perduta.
- Böglunga sögur, circa 1225.
- Ynglinga saga di Snorri Sturluson, circa 1225.
- Saga Separata di Sant'Olaf di Snorri Sturluson, circa 1225.
- Heimskringla di Snorri Sturluson, circa 1230.
- Knýtlinga saga probabilmente di Óláfr Þórðarson, circa 1260.
- Hákonar saga Hákonarsonar di Sturla Þórðarson, circa 1265.
- Magnúss saga lagabœtis di Sturla Þórðarson, circa 1280, solo frammenti.
- Hulda-Hrokkinskinna, circa 1280.
- Óláfs saga Tryggvasonar en mesta, circa 1300.
- Af Upplendinga konungum di Haukr Erlendsson (morto nel 1334).

Sono a volte annoverate tra le saghe dei re le seguenti saghe:
- Jómsvíkinga saga
- Orkneyinga saga
- Færeyinga saga
- Brjáns saga